# Ero mors tua, o mors
La locuzione latina Ero mors tua, o mors, tradotta letteralmente "Sarò la tua morte, o morte" è tratta dalla traduzione latina della Vulgata del Libro di Osea (13,14):
| Biblia Hebraica Stuttgartensia                                          | Septuaginta | Vulgata Clementina | Bibbia CEI | Nuova Diodati |
| ----------------------------------------------------------------------- | --- | --- | --- | --- |
| 14 מִיַּ֤ד שְׁאֹול֙ אֶפְדֵּ֔ם מִמָּ֖וֶת אֶגְאָלֵ֑ם אֱהִ֨י דְבָרֶיךָ֜ מָ֗וֶת אֱהִ֤י קָֽטָבְךָ֙ שְׁאֹ֔ול נֹ֖חַם יִסָּתֵ֥ר מֵעֵינָֽי׃ | 14 ἐκ χειρὸς ᾅδου ῥύσομαι αὐτοὺς καὶ ἐκ θανάτου λυτρώσομαι αὐτούς· ποῦ ἡ δίκη σου, θάνατε; ποῦ τὸ κέντρον σου, ᾅδη; παράκλησις κέκρυπται ἀπὸ ὀφθαλμῶν μου. | 14 De manu mortis liberabo eos; de morte redimam eos. Ero mors tua, o mors! morsus tuus ero, inferne! consolatio abscondita est ab oculis meis. | 14 Li strapperò di mano agli inferi, li riscatterò dalla morte? Dov'è, o morte, la tua peste? Dov'è, o inferi, il vostro sterminio? La compassione è nascosta ai miei occhi. | 14 Io li riscatterò dal potere dello Sceol, li redimerò dalla morte. O morte, io sarò la tua peste. O Sceol, io sarò la tua distruzione. Il pentimento è nascosto ai miei occhi. |

Giuseppe Moscati, medico cattolico poi canonizzato, la fece apporre insieme al crocifisso all'interno della camera mortuaria dell'Ospedale degli Incurabili di Napoli, in contrapposizione all'altra scritta posta all'ingresso Hic est locus ubi mors gaudet succurrere vitae.